# Munții Zarandului

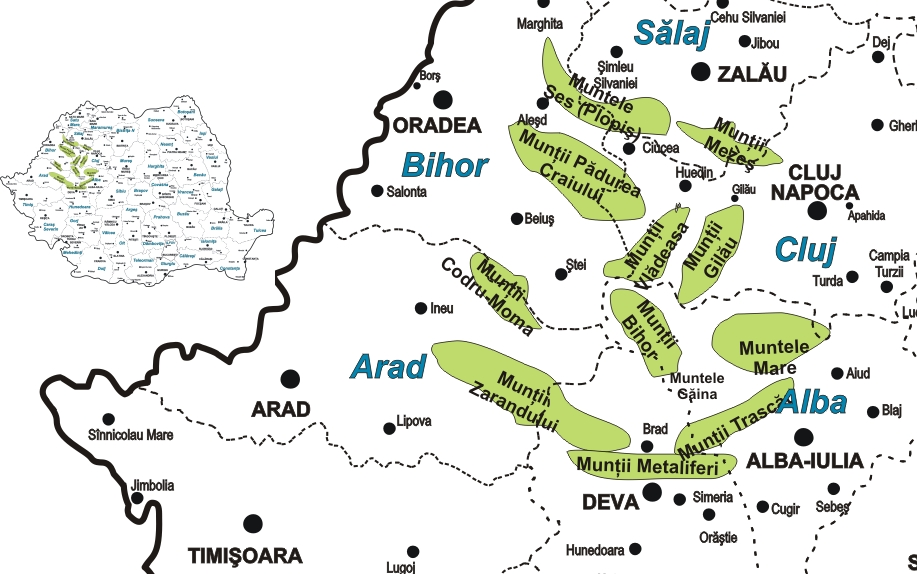
Localizarea în cadrul Munţilor Apuseni

Munții Zarandului (în maghiară Zaránd-hegység, "Munții Pelerinului") sunt o grupă montană a Munților Apuseni aparținând de lanțul muntos al Carpaților Occidentali.  Cel mai înalt vârf al Munților Zarandului este Vârful Drocea, cu 836 de m.